# 제주특별자치도인재개발원
제주특별자치도인재개발원(濟州特別自治道人材開發院)은 제주특별자치도청 소속의 공무원의 능력 개발과 제주특별자치도에 거주하는 도민의 교육진흥을 위하여 제주특별자치도청 산하에 설치된 직속기관이다.
인재개발원장은 지방부이사관으로 보한다.

## 연혁
- 1984년 6월 28일: 제주도지방공무원교육원 설치
- 1994년 6월 29일: 제주도사회산업연수원 통합
- 2006년 7월 1일: 제주특별자치도인력개발원으로 변경
- 2008년 3월 5일: 제주특별자치도여성능력개발본부 통합
- 2010년 1월 8일: 제주특별자치도설문대여성문화센터 분리
- 2011년 1월 19일: 제주특별자치도인재개발원으로 변경

## 조직
원장
- 교육운영과
  - 교육기획계
  - 교육운영계
- 사회교육과
  - 도민사회교육계
  - 외국어교육계